# Ramah en Benjamin
Pour les articles homonymes, voir Rama.
Ramah en Benjamin (en hébreu רָמָה) est le nom d'une ville biblique de l'ancien Israël située dans le territoire de la tribu de Benjamin dans les monts de Judée entre Gibeon et Mitzpah en Benjamin. C'est la patrie de Déborah et de Samuel.
On la trouve citée dans Samuel au Premier Livre de Samuel (cf. 1 S, 1, 1-8), la situant dans la montagne d'Éphraïm. 
Ramah est citée également par Jérémie  à propos de la déportation des israélites à Babylone :

« On a entendu des cris à Rama, des pleurs et de grandes lamentations : Rachel pleure ses enfants, et n'a pas voulu être consolée, parce qu'ils ne sont plus. »

— Livre de Jérémie, verset 31:14
Ce verset est repris par l'Évangile de Matthieu, au verset 2:18, à propos du Massacre des Innocents. 
Ramah en Benjamin est identifiée au village palestinien d'Er-Ram, à 8 km au nord de Jérusalem